# Tony Dagradi

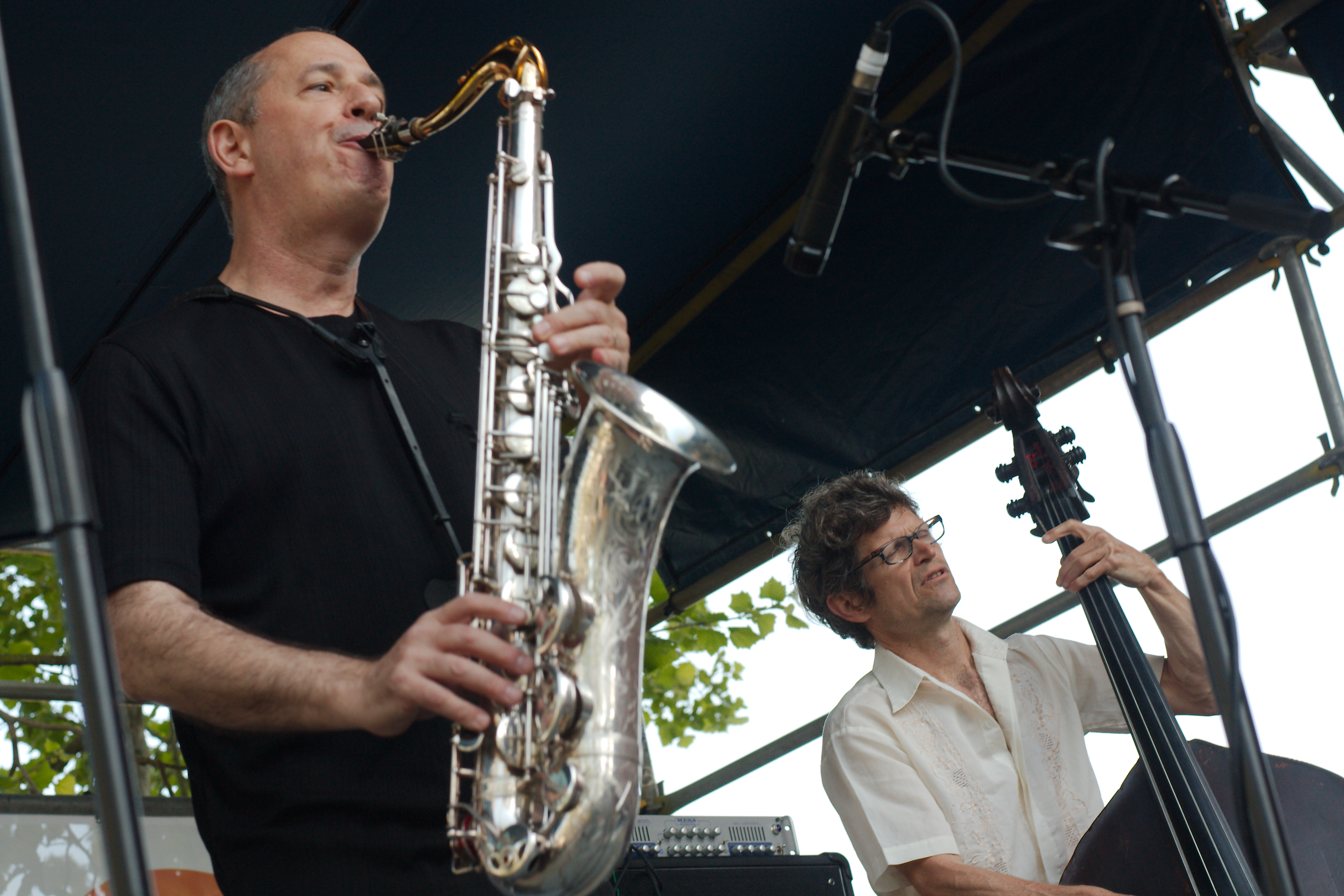
Tony Dagradi (2013)

Tony Dagradi (* 22. September 1952 in New York City) ist ein US-amerikanischer Jazz-Saxophonist (Tenor- und Sopransaxophon) und Klarinettist (Klarinette und Bassklarinette). Er spielte bei Carla Bley.

## Leben und Wirken
Tony Dagradi wuchs in New Jersey auf und hatte Unterricht bei Tony Aless. Zu Beginn der 1970er Jahre studierte er am Berklee College of Music, u. a bei Andy McGhee, Herb Pomeroy, Charlie Mariano und Gary Burton. Nach zwei Jahren verließ er das College, um als Musiker zu arbeiten. In dieser Zeit war er Co-Leader der Experimentalband Inner Visions, in dem auch der Posaunist Gary Valente spielte.
Mitte der 1970er Jahre ließ er sich in New Orleans nieder; dort war er 1978 Gründer der Formation Astral Project. Außerdem arbeitete er mit Musikern der dortigen Musikszene wie Professor Longhair, Ellis Marsalis, James Booker, Dr. John, Johnny Adams, Larry Coryell und Nat Adderley zusammen. Zu Beginn der 1980er Jahre war er Mitglied der Band von Carla Bley und wirkte an deren Alben Social Studies (1980), Live! (1981) und I Hate to Sing (1981/83) mit.
Dagradi bildete 1995 eine neue Band und nahm das Album Live at the Columns: The Tony Dagradi Trio auf, begleitet von Kollegen aus dem Astral-Projekt wie Johnny Vidacovich und James Singleton.
Dagradi arbeitet parallel zu seinen Musikeraktivitäten als Professor an der Universität von New Orleans. Er initiierte u. a. das Jazz Underground-Programm und arbeitete als Musikpädagoge an der Loyola School of Music in New Orleans.

## Diskographische Hinweise
- Oasis (Gramavision, 1980)
- Lunar Eclipse (Gramavision, 1981)
- Dreams of Love (Core, 1988)
- Images from the Floating World